# Катмыш (Мамадышский район)
Катмыш (тат. Katmış avili, Катмыш авылы) — село в Мамадышском муниципальном районе Татарстана. Административный центр Катмышского сельского поселения.

## География
Расположено на автомобильной дороге Казань – Уфа, в 55 км к западу от города Мамадыша.

## История
Упоминается в первоисточниках с 1680 года. В XVIII – первой половине XIX века жители учитывались как государственные крестьяне. Их традиционные занятия в это время были земледелие и скотоводство.
В «Списке населенных мест по сведениям 1859 года», изданном в 1866 году, населённый пункт упомянут как казённая деревня Катмыш 2-го стана Мамадышского уезда Казанской губернии. Располагалась при речке Катмышке, по правую сторону 2-го Чистопольского торгового тракта, в 46 верстах от уездного города Мамадыша и в 18 верстах от становой квартиры в казённой деревне Ахманова (Ишкеево). В деревне, в 116 дворах жили 698 человек (341 мужчина и 357 женщин), была мечеть.
В начале XX века здесь действовали 2 мечети, кузница, 3 мелочные лавки. В это время земельный надел сельской общины насчитывал 1340,3 десятины.
До 1920 года село было в Нижне-Сунской волости Мамадышского уезда Казанской губернии. С 1920 года перешло в состав образованного Мамадышского кантона ТАССР. С 10 августа 1930 года входило в состав Мамадышского, с 10 февраля 1935 года — Кзыл-Юлдузского, с 26 марта 1959 — вновь Мамадышского районов.
В 1930 году в селе был образован первый колхоз. В 1994 году колхоз села был реорганизован в коллективное предприятие, действовавшее до 2000 года. До 2014 года действовало общество с ограниченной ответственностью «Чулман».
В 1963 году был построен магазин, в 1958 — здание сельского совета.

## Население
| 1782 | 1859 | 1897 | 1908 | 1920 | 1926 | 1938 | 1949 | 1958 | 1976 | 1979 | 1989 | 2002 | 2010 | 2017 |
| ---- | ---- | ---- | ---- | ---- | ---- | ---- | ---- | ---- | ---- | ---- | ---- | ---- | ---- | ---- |
| 103  | 698  | 872  | 1127 | 1077 | 1056 | 1037 | 782  | 758  | 778  | 652  | 496  | 500  | 491  | 440  |

Национальный состав села — татары.

## Экономика
Сельское хозяйство со специализацией на полеводстве, молочном скотоводстве.

## Инфраструктура
В селе действуют:
- библиотека (с 1924 г. как изба-читальня)
- средняя школа (с 1932 г. как начальная)
- детский сад (с 1985 г.)
- фельдшерско-акушерский пункт (с 2012 г.)
- клуб[1].

## Религия
Мечеть «Иман-нуры» (с 2011 г.).